# Les Andalouses (Algérie)
Pour l’article homonyme, voir Andalouse.
Les Andalouses est le nom d'une station balnéaire algérienne implantée sur un site d’une superficie de 20 hectares donnant sur la plage de la baie des Andalouses. Elle est située sur le territoire de la commune de El Ançor dans la Wilaya d'Oran à 25 kilomètres à l’ouest de la ville d’Oran et à 35 kilomètres de l’aéroport international Ahmed Ben Bella.
Au Nord, l'île Plane lui fait face à une distance de 8 km.

## Étymologie
Le village tire son nom de la baie des Andalouses qui doit le sien vraisemblablement aux réfugiés Andalous débarqués sur sa plage après l'ultime étape de la Reconquista. Lorsqu'après la reddition de Boabdil (Mohammed XII de Grenade) de la dynastie nasride (2 janvier 1492) — qui marque la chute du royaume musulman de Grenade — les nouveaux souverains catholiques Ferdinand II d'Aragon et Isabelle Ire de Castille ordonnent aux musulmans de se convertir au catholicisme, l'expulsion en Afrique du Nord est en effet la sanction réservée au réfractaires.

## Le Village
Inauguré en juin 1973 par Houari Boumediène, président de la république de l’époque, le village des Andalouses est l’œuvre de l'architecte français Fernand Pouillon (1912-1986). Situé à proximité de la deuxième ville la plus grande d'Algérie, il représente à l'époque un maillon important de l'infrastructure touristique du pays.
Le village des Andalouses est géré par une entreprise publique qui a pour mission de développer, gérer, organiser et commercialiser les services touristiques de la station balnéaire, en respectant des normes de gestion, d’hygiène et de sécurité, et de fournir des prestations touristiques de qualité.
Un centre de thalassothérapie moderne et spacieux (4,000 m2) répondant aux normes internationales a été mis en service à la fin de l'année 2018 pour compléter l'offre touristique de la station.

## Histoire
Dans la période de l'Afrique romaine, le lieu fut le poste romain côtier de Castrum Puerorum.
Une nécropole importante de 70 sépultures a été trouvée sur cette zone ainsi que de nombreuses poteries. La zone est occupée à partir du IVe au Ier siècle av. J.-C. Les céramiques sont d'origines carthaginoises, puniques, ibères et campaniennes. Ces jalons mettent en évidence des relations anciennes entre la côte nord africaine, la péninsule ibérique jusqu'à Lleida, Ensérune et la Provence. Elle fait écho à la découverte d'une nécropole ibérique à Bethioua.
La plage est ouverte aux marins des deux rives. Les falaises, bien pourvues en eau douce, possèdent un arrière-pays riche et facile à exploiter. Elles recèlent des habitats construits avec les techniques ibères et celtes et carthaginoises à base de briques d'argile crue. Beaucoup de murs sont encore en élévation jusqu'à 2m et les sols regorgent de tessons de poteries d'origine romaine.
L'ensemble met en évidence des occupations puniques et ibères du IIe siècle av. J.-C. liées à des marins et des paysans.